# Roxboro
Roxboro es una ciudad situada en el condado de Person, Carolina del Norte, Estados Unidos. Tiene una población estimada, a mediados de 2022, de 8166 habitantes.
Es la sede del condado.

## Geografía
La localidad está ubicada en las coordenadas 36°23′40″N 78°58′38″O / 36.39444, -78.97722 (36.394578, -78.977279). Según la Oficina del Censo, tiene una superficie total de 19.22 km² de los cuales 19.19 km² corresponden a tierra firme y 0.03 km² están cubiertos de agua.

## Demografía

### Censo de 2020
Según el censo de 2020, en ese momento la ciudad tenía una población de 8134 habitantes. La densidad de población era de 423.87 hab./km².
| Raza                   | Núm. | Porc.  |
| ---------------------- | ---- | ------ |
| Afroamericanos         | 3731 | 45.87% |
| Blancos                | 3368 | 41.41% |
| Amerindios             | 74   | 0.91%  |
| Asiáticos              | 28   | 0.34%  |
| Isleños del Pacífico   | 1    | 0.01%  |
| De otras razas         | 477  | 5.86%  |
| De una mezcla de razas | 455  | 5.59%  |

Del total de la población, el 9.66% eran hispanos o latinos de cualquier raza.

### Estimación 2017-2021
De acuerdo con la estimación 2017-2021, los ingresos medios de los hogares de la localidad son de $33,883 y los ingreso medios de las familias son de $36,537.  Los ingresos per cápita en los últimos doce meses, medidos en dólares de 2021, son de $20,449. Alrededor del 40.3% de la población está bajo la línea de pobreza nacional.